# Nggela Sule
L’île Nggela Sule ou Florida Island est située dans l'archipel des îles Florida. C'est la grande de l'archipel. Elle appartient à la province centrale des Salomon.
Elle est séparée de Nggela Pile par le passage de Utaha.

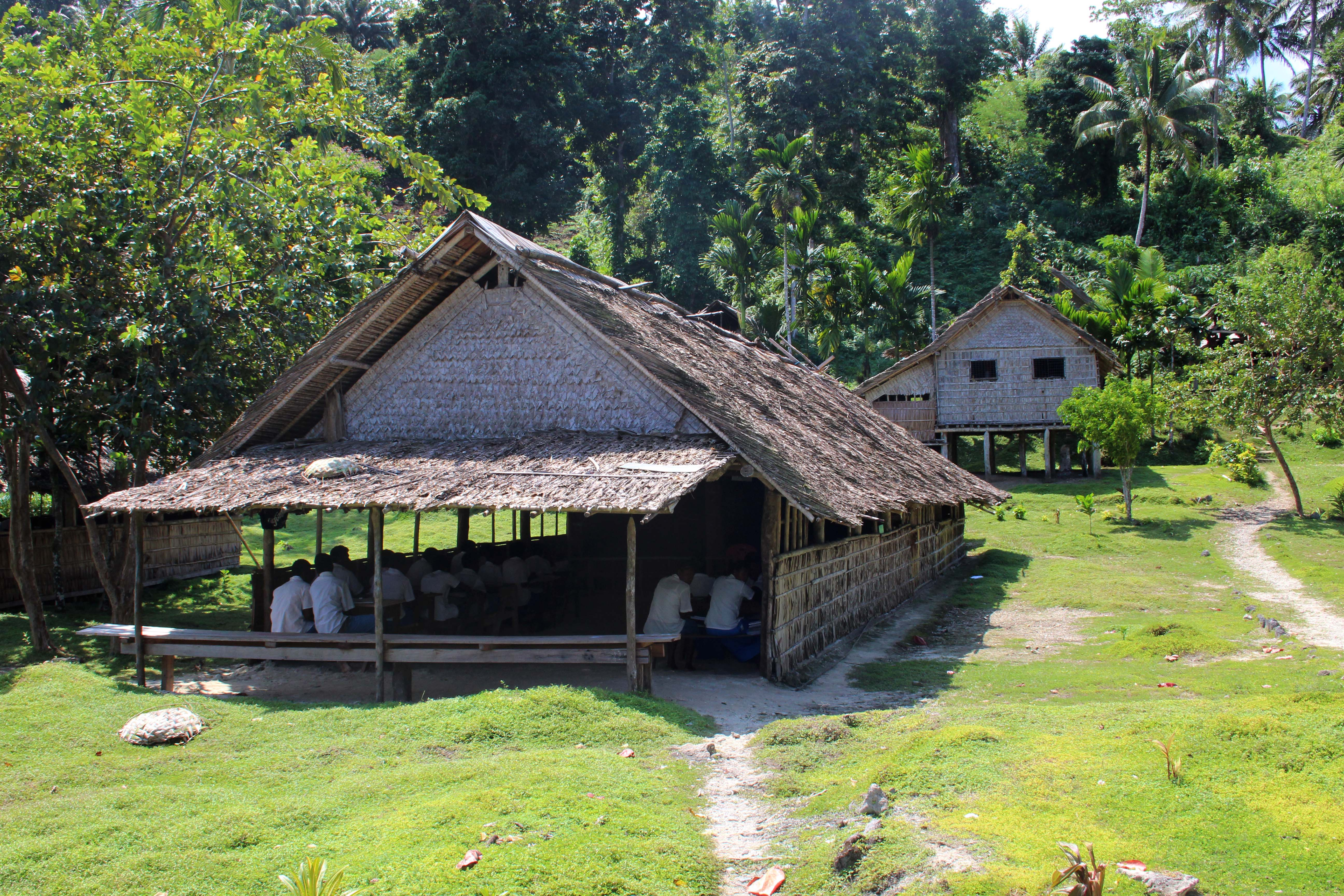
L'école de Halavo.